# Union Center (Wisconsin)
Union Center est un village du comté de Juneau, dans l'État du Wisconsin, aux États-Unis. En 2020, il comptait une population de 225 habitants.